# 나마디 조엘 진
나마디 조엘 진(2006년 2월 6일~)은 대한민국의 육상 선수로 주 종목은 단거리 달리기이다. 나이지리아계 대한민국인으로 영어 이름은 조엘 진 나마디(영어: Joel Jin Nwamadi)이다.

## 경력
2006년 대한민국 서울특별시에서 멀리뛰기 선수 출신 나이지리아인 아버지와 한국인 어머니의 아들로 태어났다. 초등학교를 다닐 때 반에서 달리기가 빠르다는 이유로 한 육상 대회에 나갔다가 우승을 달성한 후 초등학교 육상부 코치의 권유로 육상 선수 경력을 시작했다.
2022년 10월 쿠웨이트 쿠웨이트시티에서 열린 2022년 아시아 유스 선수권 대회에 참가했으며 남자 100m 종목에서 10.77초의 기록으로 동메달을 획득했다. 이듬해인 2023년 6월 대한민국 예천에서 열린 2023년 아시아 주니어 선수권 대회에서 4x100m 계주에서 은메달을 획득했다.
2025년 5월 대한민국 구미에서 열린 2025년 아시아 선수권 대회에 대한민국 국가대표로 참가했으며 4x100m 계주에서 대한민국 대표팀의 우승에 기여했다. 같은 해 7월에는 독일 보훔에서 열린 2025년 세계 대학 경기 대회에 참가했다. 그는 100m 종목에서 준결승까지 진출했으며 4x100m 계주에서 남아프리카 공화국과 인도를 꺾고 금메달을 획득했다.

## 개인사
나마디의 이름 '조엘 진'은 보배 같은 사람이 되라는 뜻으로 부모님이 세례명 ‘조엘(Joel)’에 ‘진(珍)’을 붙인 것이며 육상 선수로 활동하기 전 어린 시절 태양의 후예에 아역 배우로 출연했다.

## 출연작
- 2016년 KBS2 수목드라마 《태양의 후예》 - 블랙키 역[2]